# OK Computer
Albums de Radiohead
The Bends
(1995) No Surprises/Running from Demons
(1997)
OK Computer est le troisième album du groupe de rock alternatif britannique Radiohead. Sorti le 16 juin 1997 au Royaume-Uni et le 1er juillet aux États-Unis, il a été enregistré dans un manoir à Bath, ainsi que dans l'Oxfordshire.
D'une texture très progressive et nouvelle à la fois pour le groupe et pour l'époque, cet album rencontrera un succès critique et commercial intense, propulsé en têtes des charts anglais et américains dès sa sortie, et multicertifié « platine » dans le monde. Bien qu'il ne soit pas reconnu par le groupe comme un album concept, il traite essentiellement des aspects négatifs de la société moderne, tels que le malaise social, le consumérisme ou encore la stagnation politique.
Du fait de sa grande popularité, OK Computer est aujourd'hui encore cité comme un de ces albums qui auront marqué les années 1990, à une époque de « renouveau musical », où de nombreux mouvements voyaient le jour (la Britpop avec Blur, Oasis et Supergrass, le trip hop avec Massive Attack, Portishead, Morcheeba, etc.).
L’album a été sélectionné pour être préservé à la bibliothèque du Congrès de Washington pour son apport à la culture mondiale. Décrit comme une « mise en garde pour l’ère numérique » par les responsables des sélections dans un communiqué, OK Computer est l’album le plus emblématique de Radiohead et l’une des œuvres majeures des années 1990. L'album figure ainsi en 1re place du classement des meilleurs albums de tous les temps du site Besteveralbums qui établit une liste globale à partir d'un agrégat de 30 000 classements provenant de la littérature spécialisée.
Une réédition avec un deuxième disque composée de onze titres inédits, intitulée OKNOTOK, a paru en 2017.

## Histoire de l'album

### Contexte
Le succès du deuxième opus de Radiohead, The Bends, sorti en 1995, conforta le groupe dans l'idée d'auto-produire l'album qui suivrait, bien qu'une poignée de producteurs (dont Scott Litt (R.E.M., Incubus)) ait été mis en attente. Les sessions d'enregistrement inclurent également la participation du producteur Nigel Godrich, déjà présent durant la période The Bends, et qui deviendra plus tard le producteur attitré du groupe. Nigel conseillera ainsi le groupe dans leurs choix de matériel d'enregistrement, qu'ils achèteront eux-mêmes : « Le seul concept que nous avions pour cet album était de l'enregistrer loin de la ville et avec nos propres ressources », expliquera ainsi le bassiste Colin Greenwood au magazine Circus après la tournée de l'album.
C'est également la fin de l'éreintante tournée de The Bends, en janvier 1996, qui poussa le groupe à changer leur approche musicale. Selon les mots du batteur Phil Selway, « [le dernier album] était très introspectif ... un "débat intérieur" trop méthodique. Recommencer cela encore une fois aurait été atrocement barbant ». De son côté, le chanteur et auteur de la formation, Thom Yorke, avouera également fin 1995 qu'« il serait trop facile de retomber dans une ambiance misérable, morbide et négative durant les enregistrements, et je veux éviter cela ; à tout prix ».

### Enregistrement
Dès la fin de la tournée de The Bends, le groupe se remit sur le chemin des studios, dans un hangar de Didcot (Oxfordshire) aménagé pour l'occasion, le « Canned Applause Studio ». Colin Greenwood s'expliqua sur le choix de cet endroit, plutôt atypique pour la réalisation d'un album : « C'était une sorte de "studio portatif" que nous pouvions transporter n'importe où, et ainsi capter tous ces "environnements" pour les réintégrer en studio. Nous avons enregistré près d'1/3 de l'album dans cet espace de répétition. On devait pisser dans les coins car il n'y avait pas de toilettes, et pas plus d'eau courante. C'était en plein milieu de la campagne ; on devait rouler jusqu'à la ville pour trouver à manger ».
Pour éviter les tensions qui avaient animé les enregistrements de The Bends, EMI décida de ne pas imposer une limite de délai pour cet album. Cependant, il apparut bien vite de nombreux désaccords au sein de la formation, surtout dus au choix du lieu de répétition. Alors que Yorke, la « voix forte », attribuait surtout le problème à la proximité de l'endroit avec les demeures des autres membres, le guitariste Jonny Greenwood se plaignait du manque de nourriture et de l'insalubrité des sanitaires. Cependant, les compositions avancèrent correctement, et le départ du « Canned Applause Studio » se signa alors que quatre titres étaient déjà écrits (Electioneering, Subterranean Homesick Alien, No Surprises et The Tourist ; ainsi que Lucky, une chanson déjà parue sur l'album de charité The Help Album, en 1995).
Mi-1996, le label proposa au groupe de faire la première partie de la chanteuse Alanis Morissette sur une tournée de 13 jours, durant laquelle plusieurs ébauches de OK Computer furent interprétées. Ainsi, la maquette du futur single Paranoid Android, au départ longue de près d'un quart d'heure et comportant de longs solos d'orgue, évolua petit à petit en une version bien plus courte et beaucoup plus proche de celle de l'album.
Le titre Fitter Happier, est récité par une voix artificielle, créée par le logiciel MacinTalk Pro spoken text sur un Power Macintosh d'Apple.
Le retour aux sessions d'enregistrement se fit en septembre 1996 à St Catherine's Court, célèbre manoir de la ville de Bath et propriété de l'actrice Jane Seymour. 

 L'ambiance particulière de cette vaste demeure coupée du monde extérieur permit au groupe d'étoffer leur son en jouant sur l'acoustique de l'endroit par exemple (les parties vocales de Exit Music (For a Film) furent ainsi enregistrées dans une cage d'escalier en pierre, pour profiter de l'écho naturel ; de même, Let Down sera enregistrée à 3 heures du matin dans une salle de danse) mais aussi en disposant de plus de temps libre pour se consacrer pleinement à la musique : « La plus grosse pression était de finaliser [les enregistrements], expliquera plus tard le guitariste Ed O'Brien au magazine Select, lors d'une interview de décembre 1996. Nous n'avions aucun délai imposé et donc tout notre temps pour faire ce que nous voulions. Nous retardions donc la chose, car nous étions un peu inquiets de mettre un terme à tout ça ».
La fin des enregistrements fut marquée par une satisfaction globale de la part du personnel ; Yorke expliquant plus tard que « Dans une grande maison de campagne, on n'a pas ce problème de mixage stérile des années '80 … il n'y avait pas ce désir de stabilité parfaite et que chaque instrument soit enregistré séparément ». De son côté, O'Brien apprécia également le fait que la majorité des morceaux furent enregistrés en live, ajoutant « [qu'il détestait] faire des overdubs, car le rendu n'est pas naturel. Il y a quelque chose de plus quand on joue en live ; juste en se regardant jouer et se dire qu'il y a d'autres gars avec qui tu partages ça ».
En octobre, le groupe retourna au « Canned Applause Studio » pour quelques répétitions, avant de finir les enregistrements au manoir. À Noël 1996, l'album fut réduit à 14 pistes.
Les parties « cordes » furent enregistrées aux studios d'Abbey Road en janvier 1997, à Londres, et le mixage final de l'album fut réalisé dans divers établissements de la capitale. Le code 18576397 au dos de la pochette signifie que le mixage de l'album s'est terminé le 6 mars 1997 à 18h57[réf. souhaitée].
La pochette de l'album a été créée par Stanley Donwood, contenant images et textes (certains en espéranto).

## Contenu

### Analyse
Le thème de Exit Music (For a Film) est semblable au thème du quatrième prélude de Chopin, op. 28 n. 4 en mi mineur (cela s'entend davantage dans la reprise de Brad Mehldau),.

### Liste des titres
1. Airbag
2. Paranoid Android
3. Subterranean Homesick Alien
4. Exit Music (For a Film)
5. Let Down
6. Karma Police
7. Fitter Happier
8. Electioneering
9. Climbing Up the Walls
10. No Surprises
11. Lucky
12. The Tourist

### Singles
- Paranoid Android
- Karma Police
- No Surprises
- Lucky (sorti en France uniquement)

## Reprises et utilisations
- Paranoid Android sert de générique à l'anime Ergo Proxy.
- Exit Music (For a Film) fait partie de la bande originale du film Roméo + Juliette de Baz Luhrmann, même si la chanson n'apparaît pas sur la bande originale éditée en disque. Elle se trouve également dans la bande originale de la série Les 100, épisode 13 de la première saison, où elle est utilisée comme « grand finale », et à la fin de l'épisode 3 de la saison 3 de Black Mirror, ainsi qu'en conclusion du dernier épisode de la troisième saison de Person of Interest, et dans un épisode d'Alerte Cobra. Elle a aussi été reprise par le compositeur Ramin Djawadi pour la bande originale de la série Westworld et elle est donc utilisée dans l'épisode 10 de celle-ci.
- No Surprises fait partie de la bande originale du film L'Auberge espagnole.
- Lucky fait partie de la bande originale de la série Six Feet Under  à la fin de l'épisode 3 de la saison 4 "Parallel Play"
- OK Computer a fait l'objet en 2006 d'une reprise intégrale en reggae sous le titre Radiodread par les Easy Star All-Stars, qui en avaient précédemment fait de même avec The Dark Side of the Moon de Pink Floyd.
- OK Computer a fait l'objet en 2001 d'une reprise intégrale et au violon par The Section Quartet sous le titre Strung Out on OK Computer: The String Quartet Tribute to Radiohead[18].
- OK Computer a fait l'objet en 2014 d'une reprise intégrale sous le titre MF Computer par l'orchestre indé Mother Falcon[19].

## Récompenses
- En 2001, le magazine Q a classé l'album numéro 1 dans une liste des 50 meilleurs albums des quinze dernières années[20].
- En 1998, lors de la 40e cérémonie des Grammy Awards, OK Computer reçoit la récompense de la meilleure performance musicale alternative[21].

## Éditions spéciales

### Disque bonus de l'édition collector de 2009
1. Polyethylene (Parts 1 & 2)
2. Pearly
3. A Reminder
4. Melatonin
5. Meeting In The Aisle
6. Lull
7. Climbing Up The Walls (Zero 7 Mix)
8. Climbing Up The Walls (Fila Brazillia Mix)
9. Palo Alto
10. How I Made My Millions
11. Airbag (Live In Berlin)
12. Lucky (Live In Florence)
13. No Surprises (BBC Radio 1 Evening Session 28/5/97)
14. Climbing Up The Walls (BBC Radio 1 Evening Session 28/5/97)
15. Exit Music (For A Film) (BBC Radio 1 Evening Session 28/5/97)

### DVD de l'édition collector de 2009
1. Paranoid Android video clip
2. Karma Police video clip
3. No Surprises video clip
4. Paranoid Android (BBC TV's Later With Jools Holland 31/5/97)
5. No Surprises (BBC TV's Later With Jools Holland 31/5/97)
6. Airbag (BBC TV's Later With Jools Holland 31/5/97)
7. Meeting People Is Easy - A Film About Radiohead

### Disque bonus de l'éditionOKNOTOK1997-2017
1. I Promise
2. Man of War
3. Lift
4. Lull
5. Meeting In The Aisle
6. Melatonin
7. A Reminder
8. Polyethylene (Parts 1 & 2)
9. Pearly
10. Palo Alto
11. How I Made My Millions